# Oldenburgia
Oldenburgia là một chi thực vật có hoa thuộc họ Asteraceae. 
Chi này có các loài sau:
- Oldenburgia grandis

## Hình ảnh

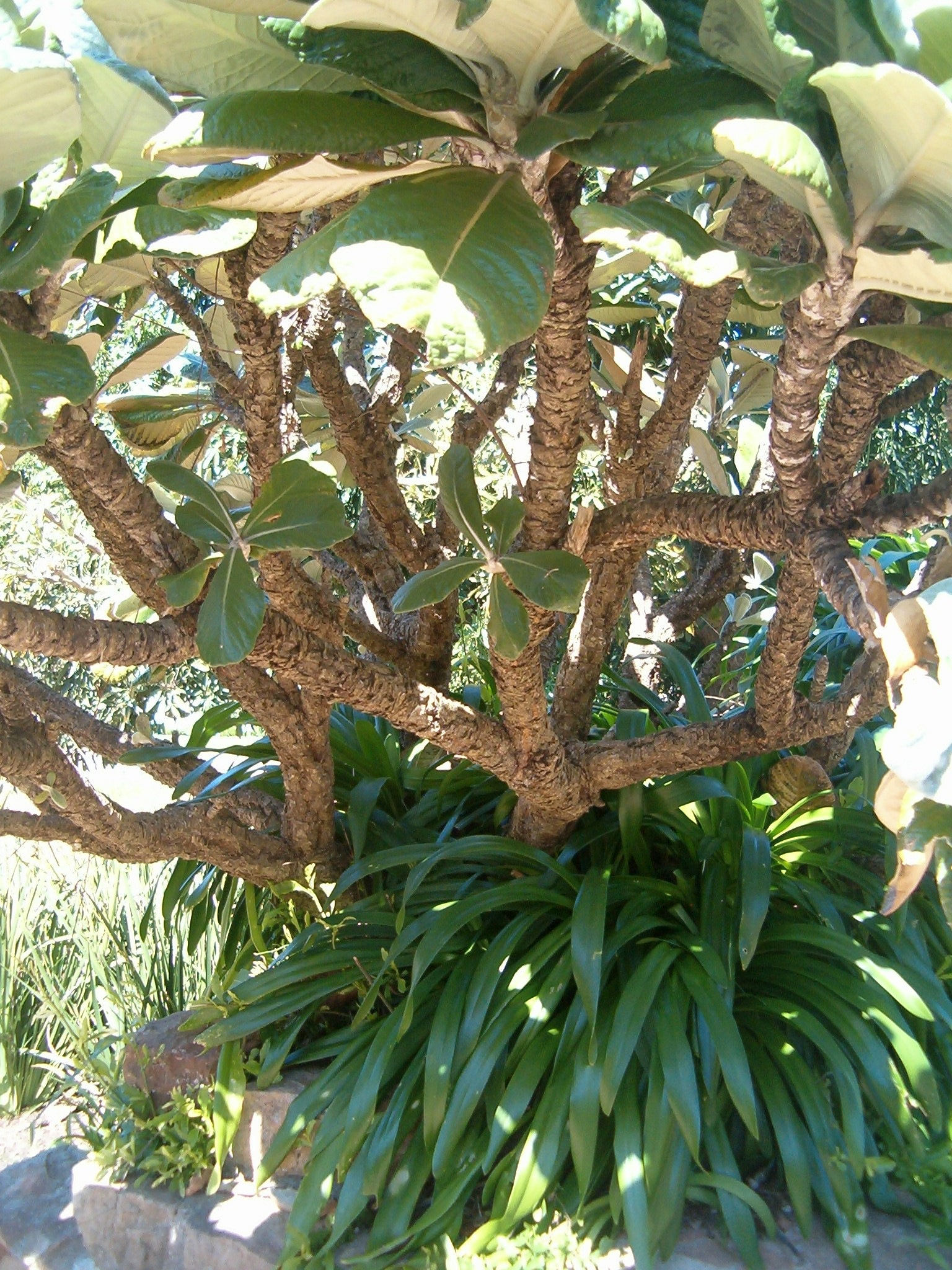
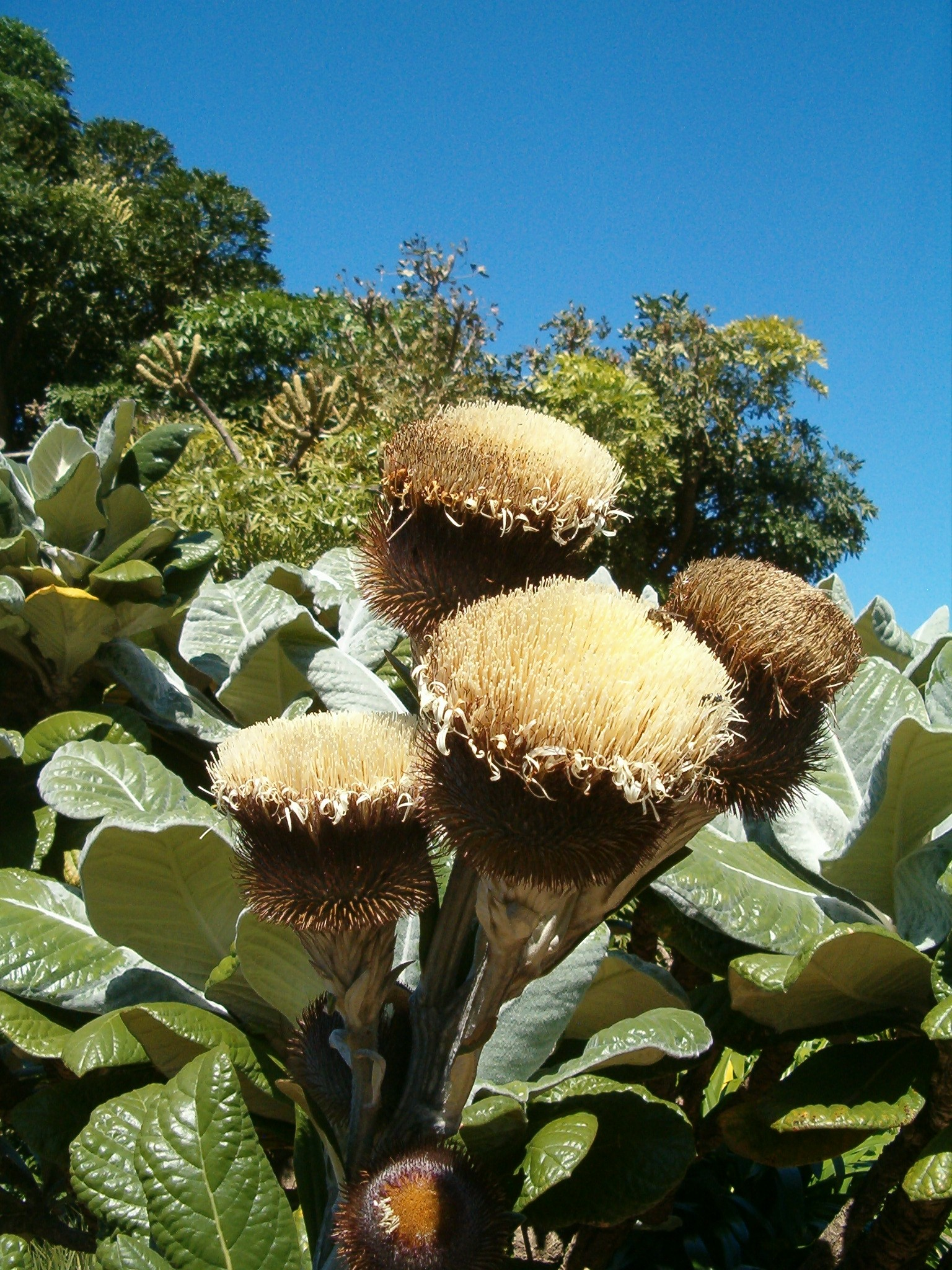
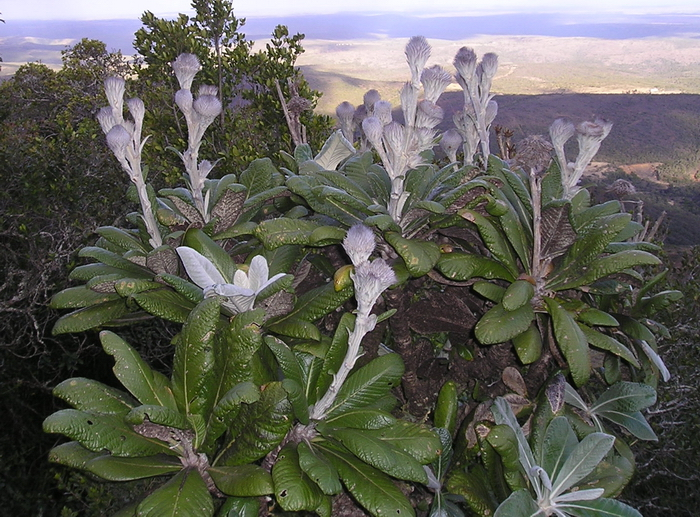